# Meridià 58 a l'est
El meridià 58 a l'est de Greenwich és una línia de longitud que s'estén des del pol Nord travessant l'oceà Àrtic, Àsia, l'oceà Índic, l'oceà Antàrtic i l'Antàrtida fins al pol Sud.
El meridià 58 a l'est forma un cercle màxim amb el meridià 122 a l'oest. Com tots els altres meridians, la seva longitud correspon a una semicircumferència terrestre, uns 20.003,932 km. Al nivell de l'Equador, és a una distància del meridià de Greenwich de 6.457 km.

## De Pol a Pol
Començant en el pol Nord i dirigint-se cap al pol Sud, aquest meridià travessa:
| Coordenades                             | País, territori o mar | Notes |
| --------------------------------------- | --------------------- | --- |
| 90° 0′ N, 58° 0′ E / 90.000°N,58.000°E  | Oceà Àrtic            | |
| 81° 49′ N, 58° 0′ E / 81.817°N,58.000°E | Rússia                | Illes de Rudolf, Karl-Alexander, Payer, Greely, Ziegler, Wiener Neustadt, Heiss i Hall, Terra de Francesc Josep |
| 80° 5′ N, 58° 0′ E / 80.083°N,58.000°E  | Mar de Barents        | |
| 75° 39′ N, 58° 0′ E / 75.650°N,58.000°E | Rússia                | Illa Séverni, Nova Terra                                                                                        |
| 73° 59′ N, 58° 0′ E / 73.983°N,58.000°E | Mar de Kara           | |
| 70° 30′ N, 58° 0′ E / 70.500°N,58.000°E | Mar de Barents        | Mar de Petxora                                                                                                  |
| 68° 49′ N, 58° 0′ E / 68.817°N,58.000°E | Rússia                | |
| 51° 5′ N, 58° 0′ E / 51.083°N,58.000°E  | Kazakhstan            | |
| 45° 27′ N, 58° 0′ E / 45.450°N,58.000°E | Uzbekistan            | |
| 42° 29′ N, 58° 0′ E / 42.483°N,58.000°E | Turkmenistan          | |
| 37° 49′ N, 58° 0′ E / 37.817°N,58.000°E | Iran                  | |
| 25° 38′ N, 58° 0′ E / 25.633°N,58.000°E | Golf d'Oman           | |
| 23° 42′ N, 58° 0′ E / 23.700°N,58.000°E | Oman                  | |
| 20° 26′ N, 58° 0′ E / 20.433°N,58.000°E | Oceà Índic            | Passa a l'est de l'illa de Maurici                                                                              |
| 60° 0′ S, 58° 0′ E / 60.000°S,58.000°E  | Oceà Antàrtic         | |
| 67° 6′ S, 58° 0′ E / 67.100°S,58.000°E  | Antàrtida             | Territori Antàrtic Australià, reclamada per Austràlia                                                           |